# Numbers (logiciel)
Numbers est un logiciel de tableur, développé par Apple. Il vient compléter la suite bureautique iWork comprenant déjà Keynote (présentation) et Pages (traitement de texte).

## Histoire
Numbers fonctionne un peu différemment des tableurs traditionnels comme Lotus 1-2-3, Microsoft Excel et StarOffice Calc.
La première version de Numbers a été annoncée le 7 août 2007 pour Mac OS X Tiger et Mac OS X Leopard. Lors de sa présentation au public, Steve Jobs (CEO d'Apple), expose  Numbers comme un logiciel agréable à utiliser grâce à une interface utilisateur accessible aux novices et un meilleur contrôle dans l'affichage des tableaux de données.
Numbers est pleinement en concurrence avec les tableurs Microsoft Excel, Apache OpenOffice Calc et LibreOffice Calc.
La dernière version disponible est la version 14.0 qui est parure le 2 avril 2024. La version est similaire sur Mac.
Voir les détails dans les sections "historique des versions".

## Historique des versions (macOS)
| Version | Date de sortie | Nouveautés |
| ------- | -------------- | --- |
| 14.0    | 2 avril 2024   | • Des notifications simplifiées intégrées aux apps vous informent lorsqu’une personne rejoint une feuille de calcul collaborative pour la première fois. • Préservez le format du fichier et la qualité maximale lorsque vous ajoutez des photos HEIC prises sur iPhone ou iPad. • Maintenez la touche Commande enfoncée sur un clavier connecté pour sélectionner des mots, des phrases ou des paragraphes non contigus. • Améliorations supplémentaires de la stabilité et des performances. |

## Historique des versions (iOS)
| Version | Date de sortie | Nouveautés |
| ------- | -------------- | --- |
| 14.0    | 2 avril 2024   | • Des notifications simplifiées intégrées aux apps vous informent lorsqu’une personne rejoint une feuille de calcul collaborative pour la première fois. • Préservez le format du fichier et la qualité maximale lorsque vous ajoutez des photos HEIC prises sur iPhone ou iPad. • Sur iPad, maintenez la touche Commande enfoncée sur un clavier connecté pour sélectionner des mots, des phrases ou des paragraphes non contigus à l’aide d’un trackpad ou d’une souris. • Améliorations supplémentaires de la stabilité et des performances. |

## Réception
Numbers a été bien reçu par la presse, notamment pour sa facilité d'utilisation,,. Macworld lui a donné des notes élevées, en particulier la deuxième version, Numbers '09, qui a reçu quatre souris sur cinq.
Cependant, la troisième version a été mal reçue en raison de la perte de fonctions importantes.

## Identité visuelle

Ancien logo.
Logo actuel.

### Logiciels de la suiteiWork
- Numbers : Site web

- Keynote : Site web
- Pages : Site officiel

### Logiciels concurrents
- Apache OpenOffice Calc (successeur d'OpenOffice.org Calc et StarOffice Calc)
- LibreOffice Calc
- Microsoft Excel
- Quantrix